# Giant Robo: The Day the Earth Stood Still
Giant Robo: The Day the Earth Stood Still (яп. ジャイアント・ロボ - 地球が静止する日 Дзяианто Робо - Тикю: га сэйси суру хи, Робот-гигант: День, когда земля остановилась) — аниме в формате OVA-сериала, снятого в 1992—1998 годах по сюжету манги Мицутэру Ёкоямы Giant Robo.
Это аниме — дань уважения творчеству Ёкоямы, здесь сюжетная линия отличается от оригинальной, но основная идея и концепция сохраняются. События разворачиваются в будущем, через десять лет после изобретения сидзума-привода, нового источника самовосстанавливающейся энергии. Секретная организация «Большой огонь» пытается захватить мир и для осуществления плана им необходимо собрать все три прототипа сидзума-приводов. На их пути встают Мастера Правосудия и Робот-Гигант.
Первая серия «The Black Attaché Case» была выпущена 22 июля 1992 года. Изначально предполагалось, что сериал закончат в течение 36 месяцев. Но финальная серия была выпущена 25 января 1998 года. С тех пор OVA была переведена на английский, кантонский, голландский, французский, итальянский и корейский языки.

## Сюжет
Сериал разворачивается в ретро-футуристической обстановке с легким налетом стимпанка. Благодаря сидзума-приводам сокращается потребление нефтяных ресурсов и ядерной энергии. Устройство экологически чистое и пригодно для повторного использования, все устройства, системы связи и транспорт используют его как источник энергии.
За десять лет до этого команда ученых во главе с профессором Сидзумой создала приводы, но в процессе они практически уничтожили мир, и один из них, Франкен фон Фоглер, исчез при аварии, которая вошла в историю как «Трагедия Баштарле».
Здесь показано общество, полностью разрушенное за неделю из-за зависимости от единственного источника энергии.
Организация «Большой огонь» является главным антагонистом. Их происхождение неизвестно, но их цель в уничтожении человечества. Силы группы состоят из механических монстров, пехотинцев и экспертов-людей со сверхчеловеческими способностями. Самые сильные эксперты входят в руководящий состав организации «Великолепную десятку» (集 集 Jūkesshū).
Международная полицейская организация (警察 機構 Kokusai Keisatsu Kikō) является соперником «Большого огня» во вселенной Giant Robo. Лидеры мира признали «Большой огонь» угрозой мировой безопасности и подписали хартию о создании международной полицейской организации. Их методы — это сбор информации, направленный на то, чтобы победить БО.
Чтобы противостоять членам Большого Огня, «эксперты» получают особую международную юрисдикцию. Собранные агенты известны как Эксперты Правосудия (の エ キ ス パ ー ト Seigi no Ekisupāto). В их число входит и мальчик, Дайсаку Кусама. Несмотря на то, что он не обладает какими-либо особыми способностями, Дайсаку является единственным пилотом Робота-гиганта. Построенный отцом Дайсаку, Робот-гигант является главным козырем в борьбе за сохранение человечества.

## Производство
В 1990 году продюсер Ясухито Ямаки обратился к Ясухиро Имагава с просьбой поработать над анимированной версией манги. Имагава, поклонник работ мангаки Ёкоямы, воспользовался шансом поработать над проектом. 
Премьера аниме-сериала состоялась на TV Asahi.
Первая серия была выпущена 22 июля 1992 года, последний эпизод был выпущен в январе 1998 года, почти через три года после шестого эпизода. В перерывах между релизами сотрудники работали над другими проектами, такими как The Big O и Getter Robo Armageddon.

## Список серий
| № | Название                 | Продолжительность | Дата выхода        |
| - | ------------------------ | ----------------- | ------------------ |
| 1 | Дело чёрного атташе      | 56 минут          | 22 июля 1992 г.    |
| 2 | Трагедия Баштарлле       | 43 минуты         | 20 февраля 1993 г. |
| 3 | Магнитная стратегия      | 41 минута         | 20 августа 1993 г. |
| 4 | Сумерки супергероев      | 46 минут          | 20 января 1994 г.  |
| 5 | Правда Баштарлле         | 45 минут          | 21 октября 1994 г. |
| 6 | Преступление и наказание | 49 минут          | 25 июня 1995 г.    |
| 7 | Грандиозный финал        | 58 минут          | 25 января 1998 г.  |